# Ormosia cruenta
Ormosia cruenta é uma espécie vegetal da família Fabaceae.
Apenas pode ser encontrada no Panamá.